# Koerganhypothese

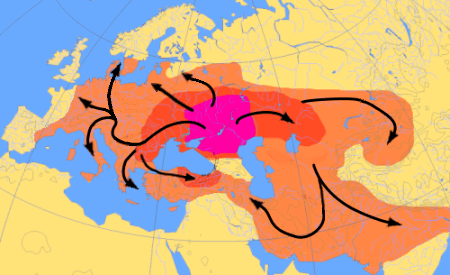
verondersteld thuisland
verspreidingsgebied ca. 2500 v. Chr
verspreidingsgebied ca. 1000 v. Chr
Indo-Europese migraties volgens het koerganmodel. De migratie naar Anatolië zou over de Kaukasus of over de Balkan kunnen zijn gegaan.

De Koerganhypothese werd in 1956 door de Litouws-Amerikaanse archeologe Marija Gimbutas gepubliceerd als een van de mogelijke verklaringen voor de oorsprong van het Proto-Indo-Europees (PIE). Deze hypothese veronderstelt dat er in het laagland rond de Zwarte Zee en Zuidoost-Europa van het vijfde tot het derde millennium BCE een vroege proto-Indo-Europese cultuur bestond, die het thuisland vormde van de proto-Indo-Europese talen sprekende culturen. Vanuit dit thuisland zouden de Indo-Europeanen zich vervolgens verspreid hebben naar Europa, Centraal-Azië en India. Naar de grafheuvels (Russisch: koerganen) die in dat gebied (de Pontische steppe) aangetroffen zijn, noemde Gimbutas deze culturen koerganculturen. Meer specifiek ging het volgens haar om een nomadische stam die in het huidige Oost-Oekraïne en het zuiden van Rusland leefde. Zij zouden de oorspronkelijke sprekers van het PIE zijn geweest.
De Koerganhypothese berust op zowel archeologische als op taalkundige argumenten, en heeft grote invloed uitgeoefend op het onderzoek naar de Indo-Europese talen en culturen.

## Overzicht
De Koerganhypothese veronderstelt een geleidelijke expansie van de koergancultuur totdat die de hele steppe ten noorden van de Zwarte Zee omvatte. Koergan IV wordt daarbij geïdentificeerd met de jamnacultuur van ongeveer 3000 v.Chr. De daaropvolgende expansie buiten de steppe leidde omstreeks 2500 v.Chr. tot mengculturen, zoals de kogelamforacultuur in het westen, de immigratie van proto-Grieken in de Balkan en de nomadische Indo-Iraanse culturen in het oosten. 
Aangenomen wordt dat de domesticatie van het paard en later het gebruik van strijdwagens de mobiliteit heeft vergroot en de expansie over het hele gebied van de jamnacultuur vergemakkelijkte. In de Koerganhypothese wordt de steppe benoorden de Zwarte Zee in zijn geheel beschouwd als het thuisland van de PIE en men neemt aan dat er in het hele gebied een aantal verschillende late dialecten van het PIE gesproken werd. Het gebied dicht bij de Wolga, dat op de bovenstaande kaart aangegeven is als thuisland, is de streek met de oudste sporen van paardrijden (de Sredny Stogcultuur). Het komt waarschijnlijk overeen met een vroege PIE-kern of pre-PIE-kern van het vijfde millennium v.Chr.

## Oorspronkelijke theorie

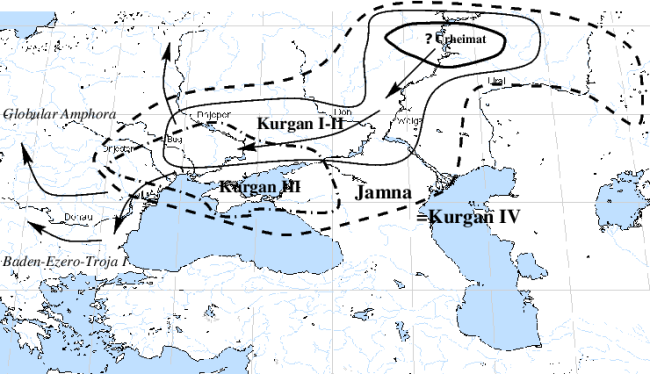
Overzicht van de Koerganhypothese volgens Gimbutas

Het oorspronkelijke idee van Gimbutas maakt onderscheid tussen vier opeenvolgende stadia van de koergancultuur en drie op elkaar volgende expansiegolven.

### Fases
- Koergan I: 4000 - 3500 v.Chr. in het stroomgebied van de Dnjepr en Wolga. Waarschijnlijk ontstond deze cultuur uit eerdere culturen in het Wolgabekken als de Samaracultuur en de Seroglazovocultuur.
- Koergan II–III: 3500 - 3000 v.Chr.; hiertoe behoren de Sredny Stogcultuur en de Majkopcultuur van de noordelijke Kaukasus. Kenmerkend zijn steencirkels, vroege strijdwagens met twee wielen, en antropomorfe stenen stèles van goden.
- Koergan IV of jamnacultuur; 3000 - 2500 v.Chr. in het hele steppegebied van de Oeral tot Roemenië.

### Expansies
- Eerste golf, vóór Koergan I: expansie vanaf de benedenloop van de Wolga naar de Dnjepr, leidend tot de co-existentie van Koergan I en de Cucutenicultuur. Repercussies van deze migraties reiken tot de Balkan en de Donau tot de Vinčacultuur en Lengyelcultuur in Hongarije.
- Tweede golf, midden vierde millennium v.Chr.: beginnend in de Majkopcultuur met als resultaat dat omstreeks 3000 v.Chr. "gekoerganiseerde" mengculturen in het noorden van Europa verschenen: 
  - De kogelamforacultuur,
  - de Badencultuur, en ten slotte
  - de touwbekercultuur.

Volgens de zienswijze van Gimbutas komt deze golf overeen met de introductie van Indo-Europese talen in het westen en noorden van Europa.
- Derde golf, 3000-2800 v.Chr.: expansie van de jamnacultuur buiten de steppen met het verschijnen van de karakteristieke kuilgraven tot in het huidige Roemenië, Bulgarije en het oosten van Hongarije.

## Tijdlijn
Waar Gimbutas oorspronkelijk de door koergans gekenmerkte jamnacultuur (3600-2300 v. Chr) aanwees als de oorsprong van alle Indo-Europese migraties en Indo-Europeanisering van omringende culturen, bestaat er tegenwoordig een tendens om de gezamenlijke oorsprong verder terug in de tijd te plaatsen. In een gereviseerde versie van de Koerganhypothese wordt de koerganloze Sredny Stogcultuur (4500-3500 v.Chr.) aangewezen als de gemeenschappelijke oorsprong, terwijl de daaruit voortkomende jamnacultuur eerder verantwoordelijk wordt gesteld voor het latere satemiseringsproces.
- 4500-4000 v.Chr.:

Sredny Stogcultuur, Dnjepr-Donetscultuur en Samaracultuur.
- 4000-3500 v.Chr.:

De jamnacultuur, de prototypische koerganbouwers, verschijnt in de steppe, en de Majkopcultuur in de noordelijke Kaukasus. Indo-Hettitische modellen gaan ervan uit dat de Anatolische talen hiervoor al waren afgesplitst.
- 3500-3000 v.Chr.:

Hoogtepunt van de jamnacultuur, de klassieke gereconstrueerde Proto-Indo-Europese maatschappij, met stenen stèles, strijdwagens met twee wielen, overwegend veeteelt bedrijvend maar met permanente nederzettingen en heuvelforten, bij rivieren levend van landbouw en visserij. Door contact van de jamnacultuur met het laat-neolithische Centraal-Europa ontstaan de "gekoerganiseerde" kogelamforacultuur en de Badencultuur. De Majkopcultuur laat de oudste bewijzen zien van het begin van de bronstijd en bronzen wapens en artefacten worden in het gebied van de jamnacultuur geïntroduceerd. Mogelijk begin van de vorming van satemtalen.
- 3000-2500 v.Chr.:

De jamnacultuur strekt zich uit over de hele steppe ten noorden van de Zwarte Zee. De touwbekercultuur strekt zich uit van de  Rijn tot de Wolga. De breuk tussen de kentum- en satemtalen is waarschijnlijk voltooid, maar de fonetische trends naar satemisering blijven actief.
- 2500-2000 v.Chr.:

Het uiteenvallen in de proto-talen van de geattesteerde dialecten is voltooid. Proto-Grieks wordt gesproken in de Balkan, Proto-Indo-Iraans in de Andronovocultuur ten noorden van de Kaspische Zee. De Tarim-mummies komen waarschijnlijk overeen met  proto-Tochaars.
- 2000-1500 v.Chr.:

Uitvinding van de strijdwagen. Dit leidt tot het uiteengaan van de Iraanse talen en de Indo-Arische talen vanuit de Oxuscultuur en de verspreiding ervan over een groot deel van Centraal-Azië, het noorden van India, Iran en oostelijk Anatolië. Proto-Anatolisch valt uiteen in Hettitisch en Luwisch.
- 1500-1000 v.Chr.:

De Noordse bronstijd ontwikkelt het Proto-Germaans, en de Proto-Keltische urnenveldencultuur en Hallstattcultuur verschijnen in Midden-Europa, waarmee daar de ijzertijd begint. Migratie van de Proto-Italische talen in het Italiaanse schiereiland. Redactie van de Rig-Veda en opkomst van de Vedische beschaving in de Punjab. In Griekenland wordt de Myceense beschaving opgevolgd door de duistere eeuwen.
- 1000-500 v.Chr.: De Keltische talen verspreiden zich over Midden- en West-Europa. Homerus en het begin van de klassieke oudheid. De Vedische beschaving  wordt opgevolgd door de Mahajanapadas. Zarathoestra stelt de  Gatha's op, opkomst van het rijk van de Achaemeniden, dat de plaats inneemt van de Elamieten en Babylonië. Armeniërs volgen de Urartucultuur op. Uiteenvallen van het Proto-Italisch in Osco-Umbrische en Latijns-Faliskische talen. Het ontstaan van de Griekse en Oud-Italische  alfabetten. In Zuid-Europa worden diverse Paleo-Balkantalen gesproken. De Anatolische talen zijn uitgestorven.

## Tweede thuisland?
De tussen de klokbekercultuur en de touwbekercultuur in gelegen kogelamforacultuur wordt ook weleens voorgesteld als een tweede thuisland, van waaruit zich de westelijke talen van de Indo-Europese taalgroep, zoals de Italische, Keltische en Germaanse talen over Europa zouden hebben verspreid.

## Argumenten
Een argument dat sterk pleit voor de Koerganhypothese is dat er in het - tevens gereconstrueerde - Proto-Oeraals (de voorouder van alle Oeraalse talen) veel leenwoorden voorkomen die naar alle waarschijnlijkheid een satemtalige Indo-Iraanse herkomst hebben, zoals *śata ‘honderd’ (vgl. Hongaars száz) en *porćas ‘varken’ (vgl. Fins porsas). Dit wijst op vroeg taalcontact, bijvoorbeeld tussen de koergancultuur en de Kamkeramiekcultuur.

## Interpretatieverschillen
Gimbutas zag de expansie van de koergancultuur als een reeks van in wezen vijandige, militaire invasies waarbij een krijgerscultuur haar wil oplegde aan vreedzame matriarchale culturen van het "Oude Europa", een proces dat zichtbaar werd door het verschijnen van fortificaties en de graven voor legeraanvoerders.
Later in haar leven formuleerde Gimbutas het beeld van een Mediterrane cultuur van aanbidders van de Moedergodin die verdrongen werd door een patriarchale cultuur telkens nadrukkelijker, totdat het in wezen een feministische archeologie werd. Veel onderzoekers vinden dat ze daarin veel te ver gaat: ze stellen enerzijds dat ze een te rooskleurig beeld schetste van het Oude Europa en anderzijds dat de expansie geleidelijker en vreedzamer verliep, waarbij het ging om initiatieven van zelfstandig opererende groepen en niet om een centraal geleid proces. Het debat over de vraag of het koerganvolk de inheemse bevolking van Europa verdreef of deze althans gedeeltelijk incorporeerde is nog open. Mallory, die de Koerganhypothese verdedigt, stelt dat bijna alle argumenten voor invasie en culturele expansie makkelijker verklaard kunnen worden zonder dat er een beroep hoeft te worden gedaan op de koerganexpansie. 
De Duitse archeoloog Alexander Häusler bekritiseerde het idee van "een" koerganvolk dat verschillende culturen kende.

## Kritiek en alternatieve theorieën
Volgens sommige taalkundigen zou het Proto-Indo-Europees al veel eerder uiteengevallen zijn, en wel in de vroegste neolithische periode van Oost-Europa, aan het begin van het 6e millennium v.Chr. Deze alternatieve theorieën zijn vooral voorgesteld vanaf de jaren 80 van de 20e eeuw.
De volgende vroeg-neolithische Indo-Europese groepen zijn voorgesteld:
- Anatolische groep, inclusief Thracisch en Pelasgisch: Starčevo-Köröscultuur, Sesklocultuur
- Proto-Grieks-Macedonisch-Frygische groep: Centraal-Europese bandkeramische cultuur
- Dacisch-Mysische groep: Cucutenicultuur
- Baltisch: Dnjepr-Donetscultuur
- Proto-Indo-Iraans: de "koerganculturen", Sredny Stogcultuur en Jamnacultuur

Dit zou betekenen dat de "koerganvolkeren" van Gimbutas niet zozeer de Proto-Indo-Europeeërs zouden zijn, maar de Proto-Indo-Iraniërs.
Een versie van deze "oudere chronologie" is de Anatolische hypothese van Colin Renfrew. Deze stelt dat het "Pre-Proto-Indo-Europees" al millennia eerder werd gesproken en situeert het taalgebied meer zuidelijk, namelijk in het Anatolië van het 7e millennium v.Chr., terwijl het thuisland van het Proto-Indo-Europees als dusdanig de Balkan van rond 5000 v.Chr. zou zijn, het gebied dat door Marija Gimbutas uitdrukkelijk als de "Oud-Europese cultuur" wordt voorgesteld.
Een andere alternatieve hypothese voor de oorsprong van het PIE is de Armeense hypothese. Deze stelt dat het PIE in het 4e millennium v.Chr. - dus ongeveer een millennium later dan volgens de Koerganhypothese - werd gesproken in het Armeense Hoogland.